# Hanna Rizatdinova
 (octobre 2018).
Si vous disposez d'ouvrages ou d'articles de référence ou si vous connaissez des sites web de qualité traitant du thème abordé ici, merci de compléter l'article en donnant les références utiles à sa vérifiabilité et en les liant à la section « Notes et références ».
Hanna Rizatdinova (ukrainien : Ганна Різатдінова; russe : Анна Ризатдинова), née le 16 juillet 1993 à Simferopol en Ukraine, est une gymnaste rythmique ukrainienne.

## Carrière en tant que senior

### Saison 2012
Rizatdinova participe, début 2012, à la Coupe du Monde de Kiev. Elle empoche le bronze au cerceau et au concours général et l'argent au ballon et aux massues.
Elle participe ensuite aux Championnats d'Europe de Nijni Novgorod et finit à la 8e place du concours général.
Ganna représente son pays avec Alina Maksymenko lors des Jeux olympiques de Londres. Elle se qualifie en dernière place pour participer à la finale du concours général. Elle termine 10e.

### Saison 2013
Hanna Rizatdinova entame sa nouvelle saison sportive avec un tournoi prenant place à Los Angeles. Elle le remporte.
La première Coupe du monde de l'année a lieu à Tartu, en Estonie. La gymnaste y participe et remporte l'or au concours général.
La Coupe du Monde suivante est celle de Lisbonne. Rizatdinova empoche le bronze du concours général derrière les Russes Margarita Mamun et Alexandra Merkulova. Elle gagne l'argent au ballon et aux massues et le bronze au cerceau.
Hanna Rizatdinova remporte une fois de plus l'or au concours général d'une Coupe du monde; cette dernière se déroule à Corbeil-Essonnes. Elle bat ainsi la biélorusse Melitina Staniouta et la russe Margarita Mamun. Elle prend aussi l'or aux massues, l'argent au ruban et au cerceau et le bronze au ballon.
Elle remporte une médaille d'or au cerceau aux Championnats du monde de gymnastique rythmique 2013 (ce qui n'était pas arrivé pour une Ukrainienne depuis Anna Bessonova en 2007). Elle remporte également la médaille d'or au ruban et au concours général.

## Palmarès

### Jeux olympiques
- Londres 2012
  - 10e à la finale du concours individuel.
- Rio de Janeiro 2016
  -  médaille de bronze à la finale du concours individuel.

### Championnats du Monde
- Montpellier 2011
  -  médaille de bronze au concours général par équipe.
- Kiev 2013
  -  médaille d'argent au concours général individuel.
  -  médaille d'or au cerceau.
  -  médaille d'argent au ruban.
- Izmir 2014
  -  médaille de bronze au concours général individuel.
  -  médaille de bronze aux massues.
  -  médaille de bronze au ruban.
  -  médaille de bronze au concours général par équipe.
- Stuttgart 2015
  -  médaille de bronze au cerceau.
  -  médaille de bronze aux massues.
  -  médaille de bronze au ruban.
  -  médaille de bronze au concours général par équipe.

### Jeux mondiaux
- Cali 2013
  -  médaille d'or au cerceau.
  -  médaille d'argent au ballon.
  -  médaille d'argent aux massues.

### Jeux Européens
- Baku 2015
  -  médaille d'argent au ballon.
  -  médaille d'argent aux massues.

### Championnats d'Europe
- Turin 2008
  -  médaille de bronze au concours général par équipe (catégorie junior).
- Minsk 2011
  -  médaille de bronze au concours général par équipe.
- Vienne 2013
  -  médaille d'argent au concours général par équipe.
  -  médaille d'argent au ruban.
- Bakou 2014
  -  médaille de bronze au concours général individuel.
- Minsk 2015
  -  médaille d'argent aux massues.
  -  médaille de bronze au concours général par équipe.